# Ла Скала
Ла Ска́ла (італ. Teatro alla Scala або La Scala) — оперний театр у Мілані (Італія), один з провідних оперних театрів світу.

## Історія
Будинок театру побудований на місці церкви Санта Марія у 1776—1778 роках архітектором Джузеппе П'єрмаріні (італ. Giuseppe Piermarini).
Перша вистава — опера Антоніо Сальєрі «Визнана Європа» («L'Europa riconosciuta») — відбулася у 1778 році. Зовні він не настільки величний, як Великий театр, незнайома з ним людина може проминути його і не визнати серед навколишніх будинків. Але то зовні. Його популярність давно вийшла за межі Мілана завдяки незрівнянній акустиці і великим композиторам, які вперше ставили тут свої безсмертні твори. Нерозривно слава і історія театру пов'язані з геніальним диригентом Артуро Тосканіні, який працював тут.
Починаючи від XIX століття «Ла Скала» стає міжнародним центром оперного мистецтва. Багато видатних опер набули визнання з призначенням постановки на цій сцені. Зокрема тут відбулися прем'єри таких опер, як «Пірат» (1827) і «Норма» (1831) Вінченцо Белліні, «Лукреція Борджа» (1833), «Оберто» (1839), «Набукко» (1842), «Отелло» (1887) і «Фальстаф» (1893) Верді, «Мадам Баттерфляй» (1904) і «Турандот» Пуччіні.
Під час Другої світової війни театр був зруйнований. Він був відновлений у первісному виді інженером Л. Секкі і знову відкритий в 1946 році. Остання велика реставрація проводилась в 2001—2004 роках.
У театрі «Ла Скала» співали видатні українські співачки та співаки — Соломія Крушельницька, Євгенія Зарицька, Марія Стефюк, Вікторія Лук'янець, Лев Сибіряков.
Будівлю театру було зведено там, де до цього стояла церква «Санта Марія делла Скала», яка і дала назву майбутньому театру. Цікаво, що коли розчищали майданчик для будівництва театру, на місці знайшли мармурову брилу, яка зображує знаменитого давньоримського міма Пилада, що було сприйнято хорошим знаком. Досить строгий стиль будівлі надав їй особливу красу, але головне, що зал вийшов з дивовижною акустикою. Місця в залі для глядачів мають зручне розташування з прекрасним оглядом сцени, художнє оформлення розкішне. Будівля має довжину 100 метрів і ширину 38 метрів. У центральній частині фасаду розташований просторий портал, куди в'їжджали карети знаті. Зал виконаний у формі підкови і має п'ять ярусів лож, а також галерею. Крім королівської, було ще 194 ложі, які вміщали 8-10 персон і були пов'язані між собою одним коридором. За ними знаходився другий ряд лож з картковими столами і продажем напоїв. При цьому сцена була відносно невелика, а в партері не було крісел, які заміняли пересувними або складними стільцями. Освітлення було досить мізерним: в ложах горіли свічки, з яких капав гарячий віск, через що глядачі, що сиділи в партері, воліли залишатися в капелюхах. Опалення зовсім не було. Але це все не заважало залу бути прекрасним в своїх білих, золотих і срібних тонах. У ньому відбувалися абсолютно різні дії — азартні ігри, бали, кориди. Місту нова будівля театру обійшлася приблизно в мільйон лір, які профінансували 90 аристократичних сімейства міста.
У 30-х роках 19 століття починається золота ера театру, пов'язана з творчістю найбільших оперних композиторів Італії — Доніцетті, Белліні, Пуччіні та Верді, чиї твори побачили світ уперше на цій сцені. Хоча той же Верді спочатку не дуже поважав театр Ла Скала, який хизувався перевагою над іншими сценами. Маестро говорив, що хотів би співпрацювати з таким театром, який не дуже хороший. Однак і він дебютував у Мілані з оперою «Жанна д'Арк», але залишився вкрай незадоволений її постановкою, розірвав контракт і покинув театр.
На початку 19 століття театр «запалює нові зірки», композитори пишуть навперебій спеціально для нього свої опери. Музичні журнали наповнюються новинами з театру, для любителів співу відкривають спеціальні кав'ярні. Городяни божеволіють від співаків і балерин. Усе більший інтерес до театру проявляють іноземці. Такі знаменитості, як Байрон і Стендаль, кожен міланський вечір проводять у Ла Скала і шлють кореспонденції про це на батьківщину. Настає епоха сопрано, коли красиві і примхливі співачки поступово витісняють зі сцени кастратів. Верді не міг сюди не повернутися, але тепер він уже обожнює Ла Скалу. Постановками своїх опер маестро керує тепер самостійно.
У 1887 році за диригентський пульт театру вперше став 20-річний А. Тосканіні. На палець він одягнув подарований за виконання в Бразилії «Аїди» золотий перстень. Дебют був викликаний необхідністю замінити диригента театру, який потрапив у немилість публіки. Дебют диригента вдався на славу. Тосканіні обожнював Вагнера, але сюди приїхав для знайомства з Верді. Він був малий на зріст і мав важкий характер, його одночасно обожнювали й ненавиділи. Репетирувати він міг нескінченно, не звертаючи уваги на втому музикантів.
1898 року Тосканіні обійняв пост головного диригента Ла Скала. Він почав з місячної репетиції Вагнера, чим не міг не обурити міланців, які вважали це викликом італійській опері. Але він зміг довести постановкою опери Вагнера, що «Скала» великий театр, який може втілити все. Він залізною рукою наводить в театрі порядок, як на сцені, так і в залі. Дами повинні були залишати свої капелюхи в гардеробі, щоб дозволити тим глядачам, які сиділи позаду, бачити сцену. Були скасовані балети, які передували показу опери. При Тосканіні завісу стали розсуватися в сторони (як це було влаштовано у Вагнера в Байройті), а не піднімати вгору, коли спочатку показуються ноги акторів, і лише в кінці — голови. Саме завдяки таким новаторствам цієї «залізної» людини «Скала» стає кращим музичним театром у світі.

### Між двома світовими війнами
Після Першої світової війни орендарі відмовляються від права власності, і театр перетворюється на незалежний адміністративний інститут. Ці роки можна назвати одними з найяскравіших в історії «Ла Скала»: сцена театру «бачить» всіх кращих співаків того часу, від Магди Олів'єро до Джакомо Лаурі Вольпі і Беньяміна Джильї.
У 1929 році Італія грузне в фашизмі. Президентом «Ла Скала» буде призначають самого Муссоліні, а призначений в 1897 році художній керівник, Артуро Тосканіні, покидає посаду й емігрує в Нью-Йорк.
Фашисти дарують «Ла Скала» пересувну сцену, але бомбардування пошкоджують її. 16 серпня 1943 під бомбами падає дах театру, пошкоджуються роздягальні, зали хору, танцювальна студія і мальовничі гримерки. З 1945 по 1946 «Ла Скала» закривається на реконструкцію. Театр відновлюється з оперою «Сорока-злодійка» 11 травня 1946 року. Цей день став символом післявоєнного відродження для Мілана і всієї Італії. Почути звуки музики зібралися понад 5000 осіб — всередині театру і на площі Пьяцца делла Скала, трансляцію опери передавали по всьому місту за допомогою гучномовців. У цей день співав весь Мілан (в ті часи звичайні люди співали оперні тексти і знали всіх головних героїв, так як тепер світ знає поп-співаків і акторів).

## Історія балету
З дня заснування театру «Ла Скала» балет займав значне місце в його репертуарі. У день відкриття разом з оперою «Визнана Європа» Сальєрі були показані балети: «Пафіо і Мірра, або Кіпрські бранці» Сальєрі (балетмейстер Легран) і «Умиротворений Аполлон, або Поява Сонця після падіння Фаетона» де Байу (балетмейстер Дж. Канціані).
Перші десятиліття існування театру тісно пов'язані з діяльністю балетмейстерів: Г. Анджоліні (1779—1803 з перервами), Д. Россі, П. Франки, Ф. Клериков, Л. Дюпена, Г. Монтічіні, У. Гарсія і Г. Джоя.
На рубежі 18-19 століть тут працювали: танцівниці — Вулькані, Пелозіні, Р. Клериков-панцер, К. Питри-Анджоліні, А. Трабаттоні, Т. Монтічіні, Т. Кораллі, Ф. Анджоліні; танцівники — брати Вулькані, Фабиани, Франки, Г. Вестріс; художники-декоратори — П. Гонзаго, К. Каччаніга, Ф. Фонтанезі, Г. Галліарі і ін.
У 19 столітті трупа «Ла Скала» стала одним з центрів балетного мистецтва Європи. У 1813 при театрі була заснована балетна школа, де викладали Л. Ла Шапель, К. Вільнев, Гарсія. З 1812 в трупі працював С. Віган, який поставив свої хорео-драми: «Творіння Прометея» (1813), «Гусити під Нейбургом» (1815), «Отелло, або Венеційський мавр» (1818), «Весталка» (1818), «Титани» (1819), «Жанна д'Арк» (1821) — все на зб. муз.
На сцені «Ла Скала» виступали найбільші танцівниці: Ф. Черріто (1838-43), М. Тальоні (з 1841), Ф. Ельслер (1838-48). У 1837-50 школу «Ла Скала» очолював К. Блазіс (спільно з А. Рамаччіні), після нього — О. Ю.
У 2-ій половині 19 століття в «Ла Скала» працювали балетмейстери П. Тальоні, Дж. Казати, А. Кортезі, І. Монплезир, Дж. Рота і ін., постановки яких ознаменували кризу романтичного балету. Ставилися балети-феєрії Л. Манцотті («Ексцельсіор», 1881; «Любов», 1886; «Спорт», 1897) і його спадкоємців і епігонів — А. Коппіні, Дж. Пратезі і ін.
У той же час балетна школа виховала плеяду видатних танцівниць, які отримали широку популярність: Г. Сальвіоні, Р. Сангалло, Ф. Брамбілла, А. Грассі, А. Белла, Ч. Черрі, К. Бріанца, П. Леньяні, В. Цуккі.
З кінця 90-х років балетна трупа і школа переживали тривалий період застою. Новий етап розвитку балетної школи почався з приходом на викладацьку роботу О. І. Преображенської, а потім Е. Чекеті (1925-28), якого змінила Ч. Форнаролі (1928-33).
У 30-40-х роках трупа поповнилася талановитими танцівницями. У 50-60-ті роки школою керувала Е. Балнс, з середини 70-х років — А. М. Прина.
Відродження балету в «Ла Скала» пов'язане з приходом балетмейстера А. Міллоша (1924-75, з перервами), що ставив балети І. Ф. Стравінського, Б. Бартока, С. С. Прокоф'єва і сучасних італійських композиторів (А. Казелла, Г. Петрассі, Ф. Маліпьеро, Л. Даллапіккола, В. Букки, Л. Беріо, Р. Влада, Н. Рота і ін.).
У театрі працювали художники: М. Помпеї, Дж. Де Кіріко, Е. Прамполіні, Р.Гуттузо, Н. А. Бенуа та ін.
З 1976 трупою керує П. Добрієвіч. В репертуарі балети класичної спадщини: «Коппелія», «Жизель», «Лебедине озеро», «Лускунчик»; постановки Дж. Баланчина, М. Бежара, С. Лифаря та ін.
Серед постановок кінця 70-х років (в дужках прізвища балетмейстерів): «Дафніс і Хлоя» (1975, Ж. Скибин); «Симфонія псалмів» на музику Стравінського (М. Шпаремблек), «Буря» на музику Сібеліуса (Л. Гай), «Отелло» на музику Дворжака (Дж. Батлер), «Ромео і Джульєтта» (Р. Фашілла по Дж. Кранко) — все в 1976; «Попелюшка» (П. Бортолуцці); «Дон Жуан» Глюка, «Бунт Сізіфа» Петрассі (Міллош) — все в 1977.
У трупі (1977): солістки — Л. Козі, Л. Савиньяно, А. Аккола, М. Каваньіні, Б. Джерольді, Р. Ковач, Е. Моріні, А. М. Рацці; солісти — Р. Фашілла, М. Пістони, А. Моретті, Д. Морганті, П. ПОДИНА, Б. Теллолі, Б. Весково.
У «Ла Скала» виступали балетні трупи і солісти з інших країн.

## Відгуки про театр
Стендаль писав у своєму щоденнику:
25 вересня 1816 року. Поспішаю в цей перший в світі театр (Скала): там все ще йде Testa di bronzo (Бронзова голова), і я можу повністю насолодитися виставою. … Театр цей дихає величчю і розкішшю: тут кожну хвилину бачиш не менше ста рядових співаків або статистів, одягнених так, як у Франції одягають акторів на перших ролях. Для одного з останніх балетів зшито сто вісімдесят п'ять костюмів з оксамиту та атласу. Витрати величезні. Театр Скала — це салон, де буває все місто. Люди з товариства зустрічаються лише там: відкритих прийомів в приватних будинках не буває. «Побачимося в Скала», — говорять один одному, призначаючи побачення з будь-якого приводу …
26 вересня 1816 року Виходжу з Скала. Їй-Богу, захват мій анітрохи не зменшується. Я вважаю Скала першим в світі театром, бо його музика приносить найбільше задоволення. У залі немає жодної лампи: він освітлений лише відбитим від декорацій світлом. Навіть уявити неможливо щось більш величне, розкішніше, більш вражаюче, ніж всі його архітектурні форми. Сьогодні ввечері одинадцять разів міняли декорації …

## Галерея

Інтер'єр театру
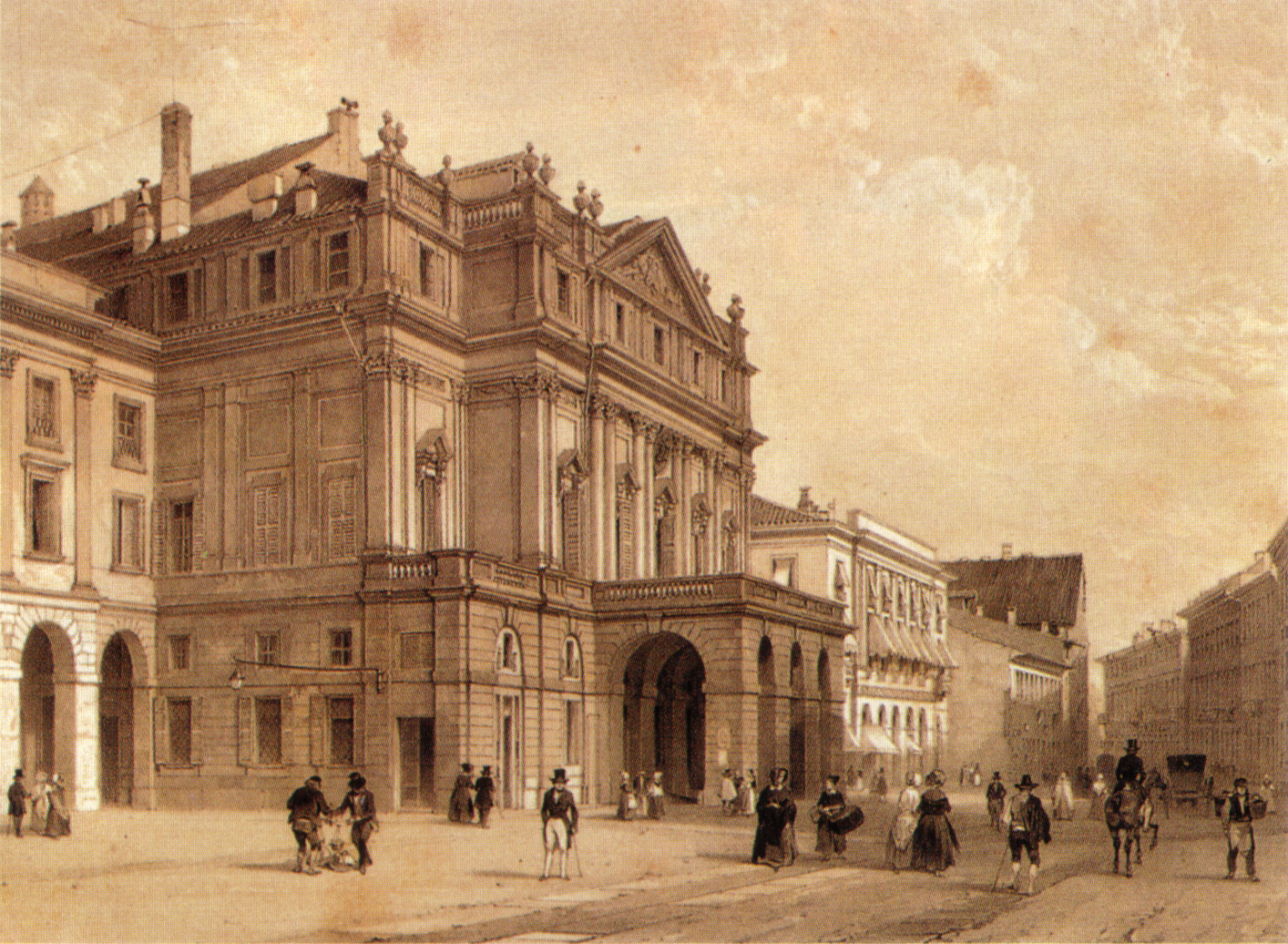
Театр у XIX столітті
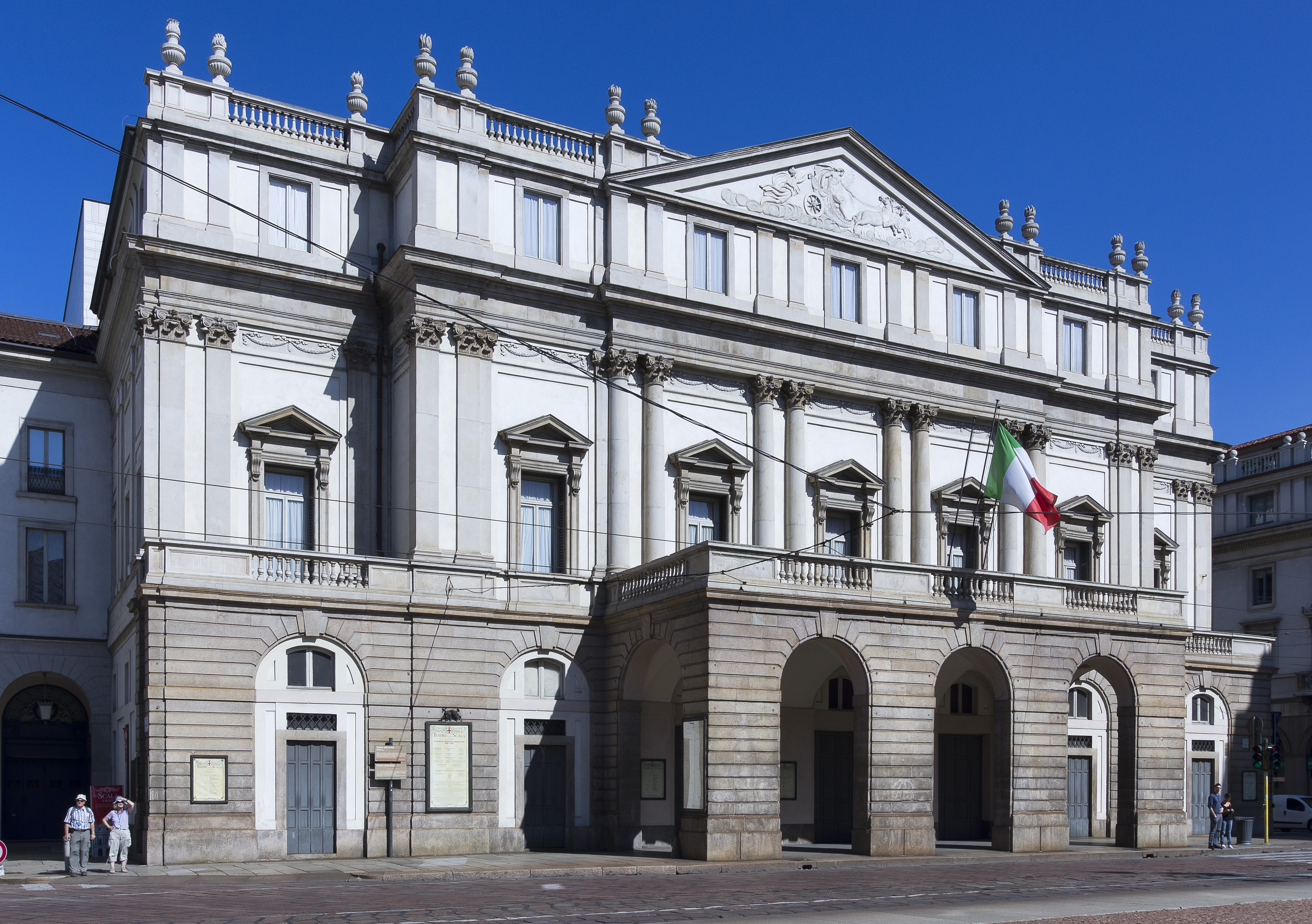
Театр Ла Скала (2011)
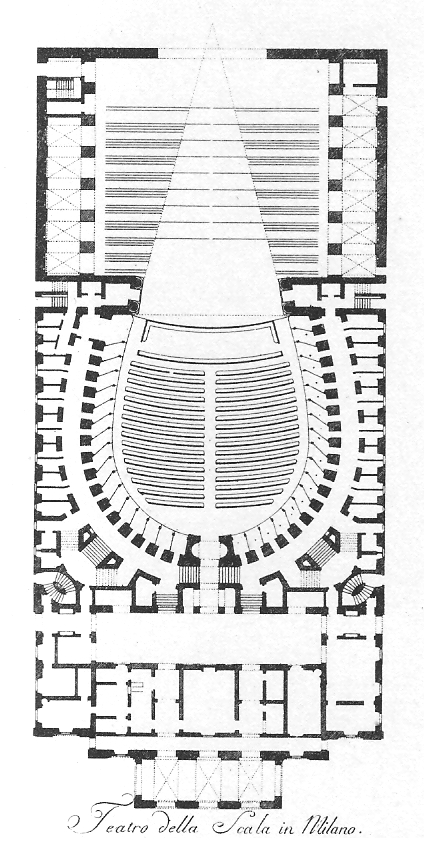
План театру
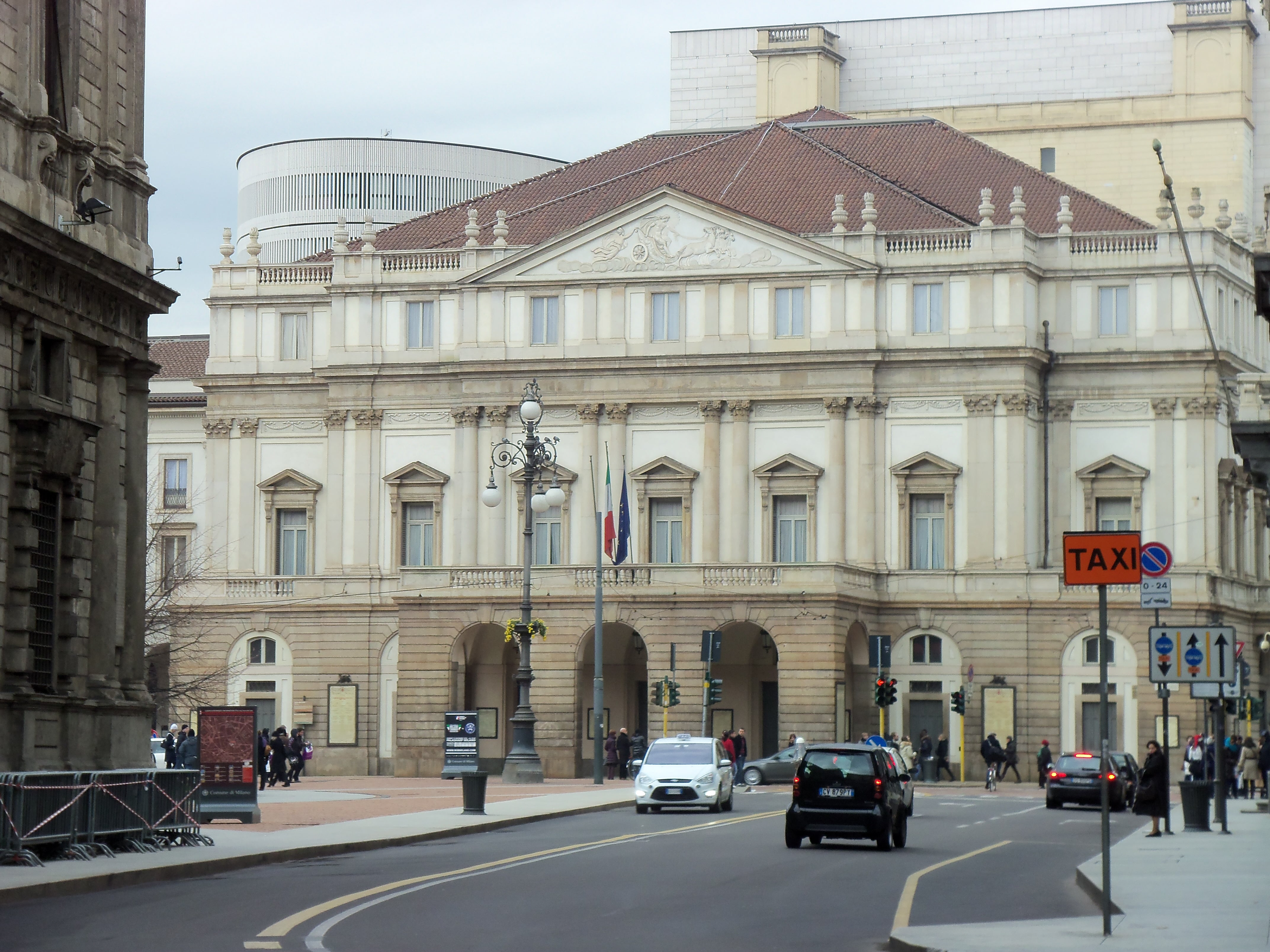
Фасад театру (2010)